# Daniel Gomez
Daniel Gomez (Thionville, 16 maart 1979) is een Franse voetballer, die speelt als aanvaller bij Doxa Katokopia.

## Carrière
| Seizoen | Club             | Land             | Competitie     | Wedstrijden | Doelpunten |
| ------- | ---------------- | ---------------- | -------------- | ----------- | ---------- |
| 2003/04 | Alemannia Aachen | Duitsland        | 2. Bundesliga  | 18          | 2          |
| 2004/05 | Alemannia Aachen | Duitsland        | 2. Bundesliga  | 23          | 6          |
| 2005/06 | Alemannia Aachen | Duitsland        | 2. Bundesliga  | 0           | 0          |
| 2005/06 | Energie Cottbus  | Duitsland        | 2. Bundesliga  | 17          | 1          |
| 2006/07 | FC Metz          | Frankrijk        | Ligue 2        | 4           | 0          |
| 2006/07 | MVV              | Nederland        | Eerste divisie | 13          | 6          |
| 2007/08 | MVV              | Nederland        | Eerste divisie | 36          | 6          |
| 2008/09 | MVV              | Nederland        | Eerste divisie | 29          | 1          |
| 2009/10 | MVV              | Nederland        | Eerste divisie | 25          | 14         |
| 2010/11 | Doxa Katokopia   | Cyprus           | A Divizion     | 0           | 0          |
| Totaal  | Bijgewerkt tot   | 12 augustus 2010 |                | 155         | 36         |